# Letenőc
Letenőc (1899-ig Lettnicz, szlovákul Letničie) község Szlovákiában, a Nagyszombati kerületben, a Szakolcai járásban.

## Fekvése
Szakolcától 18 km-re dél-délnyugatra fekszik.

## Története
1452-ben említik először, de a település már jóval előbb, valószínűleg a 13. században keletkezett. Királyi birtokként a holicsi várispánsághoz tartozott. A 14. század végén Luxemburgi Zsigmond hívének, Stíbor vajdának adta. Ezután a Czobor családé, majd örökség révén a bécsi Stegner családé lett. 1736-ban a Habsburg család szerezte meg, akik 1918-ig voltak a birtokosai. 1831-ben és 1866-ban kolerajárvány, 1874-ben tűzvész pusztított a községben. Katolikus templomát 1822-ben említik, ennél azonban valószínűleg sokkal régebbi. Elődje egy fatemplom lehetett, amely helyett a kutatások szerint később barokk templomot építettek.
Vályi András szerint "LETNICZ. Tót falu Nyitra Várm. földes Ura a’ F. Király, lakosai katolikusok, fekszik Petrovillának szomszédságában, és annak filiája, határja középszerű, de legelője szoross, szőleje sóvány bort terem."
Fényes Elek szerint "Lettnics, tót falu, Nyitra vármegyében: 441 kath., 7 zsidó lak. F. u. ő cs. kir. felsége. Holicshoz 2 óra."
A trianoni békeszerződésig Nyitra vármegye Szakolcai járásához tartozott. Az első és második világháborúban is felégették a seregek.
Az elektromos áramot 1941-ben vezették be, termelőszövetkezete 1959-ben alakult.

## Népessége
| Év:            | 1994. | 2004.   | 2014.   | 2024.   |
| -------------- | ----- | ------- | ------- | ------- |
| Emberek száma: | 538   | 527     | 504     | 490     |
| Eltérés:       |       | -2,04 % | -4,36 % | -2,77 % |

| Év:            | 2023. | 2024.   |
| -------------- | ----- | ------- |
| Emberek száma: | 504   | 490     |
| Eltérés:       |       | -2,77 % |

1910-ben 559, túlnyomórészt szlovák lakosa volt.

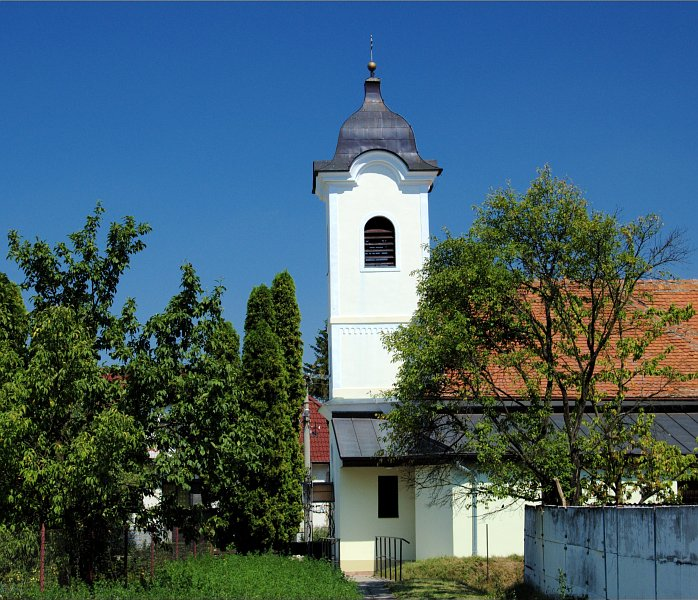
A Keresztelő Szent János templom

2001-ben 512 lakosából 508 szlovák volt.
2011-ben 514 lakosából 500 szlovák.

## Nevezetességei
Keresztelő Szent János tiszteletére szentelt római katolikus temploma 1822-ben már állt. 1905-ben és 1987-ben restaurálták.

## Külső hivatkozások
- Községinfó
- Letenőc Szlovákia térképén
- E-obce.sk Archiválva 2007. augusztus 20-i dátummal a Wayback Machine-ben
- Képeslap a községről
- Letenőc története